# Lasiophorus graueri
Lasiophorus graueri är en stekelart som beskrevs av Josef Fahringer 1931. Lasiophorus graueri ingår i släktet Lasiophorus och familjen bracksteklar. Inga underarter finns listade i Catalogue of Life.